# Рознер Іонас Германович
Іонас Германович Рознер (25 лютого 1924, Чернівці — 25 березня 1980, Київ) — український радянський історик, дослідник історії козацтва та економічної і політичної історії України та Росії XVI-ХІХ століть, доктор історичних наук (з 1969 року).

## Біографія
Народився 25 лютого 1924 року в місті Чернівцях. Учасник німецько-радянської війни. До 1947 року працював військовим перекладачем, володів близько 10 європейськими мовами. У 1947 році вступив до Чернівецького державного університету. У 1951 році закінчив історичний факультет Київського педагогічного інституту.
У 1951–1959 роках працював вчителем історії в школах Києва. У 1959–1963 роках — старший лаборант, молодший науковий співробітник відділу історії феодалізму Інституту історії АН УРСР. У 1959 році під керівництвом доктора історичних наук В. О. Голобуцького захистив кандидатську дисертацію на тему: «Яїцьке козацтво напередодні селянської війни 1773–1775 рр. під керівництвом О. Пугачова». У 1963–1969 роках — доцент Київського інституту народного господарства, у 1969–1980 роках — старший науковий співробітник Інституту економіки АН УРСР.
Помер в Києві 25 березня 1980 року.

## Праці
- Яик перед бурей. — Москва, 1966;
- Економічний розвиток Росії в XVIII ст. — Київ, 1966;
- Казачество в крестьянской войне 1773–1775 гг. — Львів, 1966;
- Северин Наливайко, руководитель крестьянско-казацкого восстания 1594–1596 гг. на Украине. — Москва, 1961.